# Покащів
Покащі́в — село в Україні, у Луцькому районі Волинської області. Входить до складу Олицької міської громади. Населення становить 633 осіб.

## Історія
У 1430-х- роках князь Свидригайло надає Покащів разом з Хорлупами луцьким православним владикам. У 1577 р. село належало до олицького замку Радзивіллів, які платили податок за 9 димів на волоках, 3 городників. Під назвою «Покощова» виступає в документі в 1585 р. про передачу церкви в селі єпископу Кирилу Терлецькому. У 1590 р. згадується як маєток луцького собору. Наприкінці ХІХ ст. було в селі 67 домів, 423 жителя, дерев'яна церква 1883 р., збудована на місці старої, від якої збереглася дзвіниця. За переписом 1911 р. в селі було 320 жителів, початкова німецька школа, 1 крамниця, паровий млин і фабрика сільськогосподарських машин. Під час Першої світової війни південніше дороги на Покащів австрійцями були збудовані оборонні споруди. На початку Брусиловського прориву 22 травня (4 червня) 1916 р. Покащів був атакований російськими військами. Команди розвідників 5-го і 6-го стрілецьких полків проникли південніше дороги на Олику і Покащів в австрійські окопи першої лінії на широкому фронті, але при підході до другої лінії — були зустрінуті контратакою і відійшли.

## Населення
Згідно з переписом УРСР 1989 року чисельність наявного населення села становила 693 особи, з яких 318 чоловіків та 375 жінок.
За переписом населення України 2001 року в селі мешкали 632 особи.

### Мова
Розподіл населення за рідною мовою за даними перепису 2001 року:
| Мова       | Відсоток |
| ---------- | -------- |
| українська | 99,68 %  |
| російська  | 0.32 %   |